# 東松山町 (豊橋市)
東松山町（ひがしまつやまちょう）は、愛知県豊橋市の地名。

## 地理
豊橋市中央部に位置する。東は吉田町・前田南町、西は中柴町・中松山町・南松山町、北は大国町に接する。

## 歴史

### 人口の変遷
国勢調査による人口および世帯数の推移。
| 1995年（平成7年）  | 111世帯 378人 |  |
| 2000年（平成12年） | 113世帯 368人 |  |
| 2005年（平成17年） | 108世帯 331人 |  |
| 2010年（平成22年） | 103世帯 289人 |  |
| 2015年（平成27年） | 99世帯 263人  |  |

### 沿革
- 1958年（昭和33年） - 豊橋市花田町・吉田町・中柴町・前田南町の各一部により、同市東松山町が成立[2]。

## 交通
- 国道259号[1]

## 施設
- 豊橋市水道局[1]
- 豊橋市下水道局[1]
- 盲人ホーム明生会館[1]
- 愛知県農林会館東三農業センター[1]
- 中部地区市民館[1]
- 豊橋労働基準監督署[1]
- パーフェクト・リバティ教団豊橋教会[1]
- 東海日日新聞本社
- 唯心寺
- 黒福公園
- 豊橋市中消防署

- 明生会館
- 中消防署
- 東海日日新聞本社
- PL教団豊橋教会
- 唯心寺

### WEB
1. ↑  “愛知県豊橋市の町丁・字一覧”.   人口統計ラボ. 2023年4月13日閲覧。
2. ↑  総務省統計局 (2017年1月27日). “平成27年国勢調査の調査結果(e-Stat) - 男女別人口及び世帯数 －町丁・字等” (CSV). 2021年7月21日閲覧。
3. ↑  “愛知県豊橋市の郵便番号一覧”.   日本郵便. 2023年4月13日閲覧。
4. ↑  “市外局番の一覧” (PDF).   総務省 (2022年3月1日). 2022年3月22日閲覧。
5. ↑  総務省統計局 (2014年3月28日). “平成7年国勢調査の調査結果(e-Stat) - 男女別人口及び世帯数 －町丁・字等” (CSV). 2021年7月20日閲覧。
6. ↑  総務省統計局 (2014年5月30日). “平成12年国勢調査の調査結果(e-Stat) - 男女別人口及び世帯数 －町丁・字等” (CSV). 2021年7月20日閲覧。
7. ↑  総務省統計局 (2014年6月27日). “平成17年国勢調査の調査結果(e-Stat) - 男女別人口及び世帯数 －町丁・字等” (CSV). 2021年7月21日閲覧。
8. ↑  総務省統計局 (2012年1月20日). “平成22年国勢調査の調査結果(e-Stat) - 男女別人口及び世帯数 －町丁・字等” (CSV). 2021年7月21日閲覧。
9. ↑  総務省統計局 (2017年1月27日). “平成27年国勢調査の調査結果(e-Stat) - 男女別人口及び世帯数 －町丁・字等” (CSV). 2021年7月21日閲覧。

### 書籍
1. 1 2 3 4 5 6 7 8 9 10  「角川日本地名大辞典」編纂委員会 1989, p. 1794.
2. ↑  「角川日本地名大辞典」編纂委員会 1989, p. 1122.